# Елі-Абель Карр'єр
Елі-Абель Карр'єр (фр. Élie-Abel Carrière або фр. Élie Abel Carrière, 4 червня 1818 — 17 серпня 1896) — французький ботанік та садівник, очолював сад Національного музею природознавства у Парижі.

## Біографія
Елі-Абель Карр'єр народився в департаменті Сена і Марна 4 червня 1818 року.
Карр'єр був провідним спеціалістом по хвойних рослинах з 1850 до 1870 року. Він зробив значний внесок у ботаніку, описавши безліч нових видів рослин. Елі-Абель описав також деякі роди рослин — тсуга, кетелеерія (лат. Keteleeria) та псевдотсуга. Карр'єр очолював сад Національного музею природознавства у Парижі. У 1855 році Елі-Абель Карр'єр опублікував свою найважливішу наукову роботу — «Traité Général des Conifères».
Елі-Абель Карр'єр помер у Парижі 17 серпня 1896 року.

## Наукова діяльність
Елі-Абель Карр'єр спеціалізувався на папоротеподібних та на насіннєвих рослинах. Він також опублікував багато книг з вирощування плодових дерев і по виведенню сортів овочів.

## Наукові роботи
- Jardin fruitier — Fruits à pépins — Poires, 1845.
- Pépinières, 1855.
- Traité général des conifères ou description de toutes les espèces et variétés, Carriere, Elie Abel. París. 1855.
- Entretiens familiers sur l'horticulture, 1860.
- (Les) Arbres et la civilisation, Carriere, E. A. París. 1860.
- Guide pratique du jardinier multiplicateur, 1862.
- Production et fixation des variétées dans les végétaux, 1865.
- Arbre généalogique du groupe pêcher, 1867.
- Description et classification des variétés de pêchers et de brugnoniers, 1867.
- Encyclopédie horticole, 1880.
- Montreuil aux pêches-Historique et pratiques, 1880.
- Semis et mise à fruit des arbres fruitiers, 1881.
- Étude générale du genre Pommier, 1883.
- Pommiers microcarpes et pommiers d'agrément.
- La Vigne et Réfutations sur la culture de la vigne.
- Semis et mise à fruit des arbres fruitiers, 1880–1881.
- L'arbre fruitier haute tige. Manuel pratique d'arboriculture fruitière, 1908.

## Почесті
Рід рослин Carrierea Franch. був названий на його честь.
На його честь були також названі такі види рослин:
- Yucca × carrierei André[6]
- Tillandsia carrierei André[7]
- Euonymus carrierei Hort. ex Dippel[8]
- Ribes carrierei C.K.Schneid.[9]
- Cattleya carrierei Houllet[10]
- Pinus carrierei Roezl[11]
- Crataegus × carrierei Carrière[12]
- Crataegus carrierei Hort Vauvel[13].